# 帕莱拉
帕莱拉（Palera），是印度中央邦Tikamgarh县的一个城镇。总人口14646（2001年）。

## 人口
该地2001年总人口14646人，其中男性7760人，女性6886人；0—6岁人口2724人，其中男1432人，女1292人；识字率51.88%，其中男性为61.79%，女性为40.71%。